# Panamees-Spaans
Het Panamees Spaans is de variant van het Spaans dat gesproken wordt in Panama. Het vertoont sterke gelijkenissen met het Caribisch-Spaans.
Door de sterke culturele invloed van de Verenigde Staten in het land, heeft de taal veel Engelse woorden overgenomen. Dit komt ook door de immigratie van bewoners uit het Engelstalige Caribisch gebied.
Doordat Panama in de 19e eeuw één land was met Colombia lijken de varianten van de beide landen op elkaar.
Andes-Spaans · Caraïbisch-Spaans · Centraal-Amerikaans Spaans · Chileens-Spaans · Colombiaans Spaans · Dominicaans-Spaans · Mexicaans-Spaans · New Mexico-Spaans · Panamees-Spaans · Spaans van de Peruaanse Kust · Rioplatensisch-Spaans · Yucateeks Spaans 
Zie ook: Ladino · Portuñol · Spaans in de Verenigde Staten